# Preußische Meilensteine (Mittelrhein)
Die Preußischen Meilensteine am Mittelrhein sind Meilensteine entlang des Mittelrheintals zwischen Köln und Bingerbrück (ab 1969 ein Stadtteil von Bingen am Rhein), die im 19. Jahrhundert von Preußen zur Entfernungsanzeige aufgestellt wurden.
Ab 1815, nachdem die Provinz Großherzogtum Niederrhein (ab 1822 Rheinprovinz) als preußisches Gebiet hinzugekommen war, wurde vom preußischen Staat ein Straßenbauprogramm größeren Umfangs zur Verbesserung von Infrastruktur und Wirtschaft aufgelegt. Zwischen Bingen am Rhein und Koblenz gab es nur ein fertiges Teilstück, das von den Franzosen ab Boppard gebaut worden war. Jetzt entstand eine neue durchgehende Uferstraße entlang des Rheins, die heute größtenteils mit dem Verlauf der alten B 9 (ohne Ortsumgehungen) übereinstimmt. Mit der Aufstellung von Meilensteinen wurde ein Messsystem übernommen, das bereits seit dem 18. Jahrhundert im Rheinland üblich war. Die Steine entstanden nach Musterentwürfen aus Berlin; ein Obelisk mit abgeflachter Spitze und zwei seitlichen Bänken aus Basaltlava. Auf der Straßenseite sind die Entfernungen zwischen Mainz, Koblenz und Köln in preußischen Meilen (1 Meile = 7,532 km) eingeschlagen.
Zwischen Bingen und Koblenz sind alle acht preußischen Ganzmeilensteine erhalten geblieben. Man findet sie kurz hinter der Drususbrücke in Bingerbrück (dieser Stein trägt zusätzlich den preußischen Adler, da er kurz hinter der Grenze zum Großherzogtum Hessen stand), südlich von Niederheimbach und Oberwesel, bei St. Goar-Fellen, südlich und nördlich von Boppard, südlich von Brey und im Süden von Koblenz. Die Abschnitte dazwischen betragen nicht überall wirklich eine Meile. Man findet kürzere und längere Zwischenräume. Teilweise wurde wohl mehr Wert auf Ortsnähe als auf Genauigkeit gelegt.
Seit 2002 sind die Preußischen Meilensteine im Streckenabschnitt Bingen-Koblenz Teil des UNESCO-Welterbes Oberes Mittelrheintal.